# Gödény-kastély (Ohat)
Az ohati Gödény-kastély a nemes gödényházi és farkasfalvi Gödény család ohati ágának volt a székhelye.

## Története
A kastély a szocialista államosításig a nemes gödényházi és farkasfalvi Gödény család ohati ágának volt a birtokában. A kastély a szocializmus idején az államosítás után iskolaként funkcionált. Napjainkban az elhagyatva áll egy önkormányzati tulajdonú tanya ligetében.

## Forrás
1. ↑  Virág, Zsolt: kastelylexikon.hu – Kastély- és kúriatulajdonosok Hajdú-Bihar megyében (magyar nyelven). © dr. Virág Zsolt, 2011. (Hozzáférés: 2020. november 27.) „kastelylexikon.hu – Kastély- és kúriatulajdonosok Hajdú-Bihar megyében”

- http://www.hortobagyileader.hu/jellegzetes-regi-epuletek-epitmenyek/